# Bübchen-Werk Ewald Hermes
Die  Bübchen-Werk Ewald Hermes Pharmazeutische Fabrik GmbH  ist ein deutsches Unternehmen im Eigentum von Katjes International, das Körperpflegeprodukte für Säuglinge, Kinder und Schwangere produziert. Es hat seit 1967 seinen Sitz in Soest.

## Geschichte
In den 1940er Jahren mischte der Drogist Ewald Hermes aus Fenchel, Anis, Koriander, Kümmel und Süßholz einen Beruhigungstee gegen die Blähungen seines Sohnes. Die gute Wirkung des Tees führte dazu, dass er die  Mischung als Bübchen-Tee in seiner Drogerie verkaufte.
Die Bübchen-Werk Ewald Hermes Pharmazeutische Fabrik GmbH wurde am 10. Januar 1961 in Delecke/Möhnesee durch Ewald Hermes gegründet. Die Produktion begann mit der Herstellung des Bübchen-Beruhigungstees; es kamen Pflegeprodukte für Säuglinge hinzu. Der Vertrieb erfolgte in dieser Zeit über Drogerien und Apotheken.
Aufgrund der Nachfrage nach den Babypflegeprodukten von Bübchen erfolgte ein Umzug der Produktionsstätte von Delecke nach Soest. Nach dem tödlichen Verkehrsunfall des Firmengründers im Alter von 46 Jahren wurde der Familienbetrieb von seiner Frau weitergeführt. 1983 übernahm Nestlé Bübchen. 2019 verkaufte Nestlé Bübchen zusammen mit dem  Pharmazie-Hersteller Galderma an Investoren. Seit 2020 ist die Marke Bübchen Teil der Katjes-Gruppe.
Die Bübchen-Werk Ewald Hermes Pharmazeutische Fabrik GmbH spezialisierte sich später auf Körperpflegeprodukte für Säuglinge, Kinder und Schwangere. Die Produkte werden im Einzelhandel und Drogerien vertrieben.

## Belege
1. ↑  Saskia Patermann: Was gehört zu Nestlé? Die wichtigsten Produkte und Marken. In: handelsblatt.com. 15. September 2023, abgerufen am 31. Januar 2024.
2. ↑  Vgl. https://www.apotheke-adhoc.de/nachrichten/detail/markt/katjes-kauft-buebchen-von-galderma-kosmetik-pflege-kleinkinder/
3. ↑  Vgl. https://www.apotheke-adhoc.de/nachrichten/detail/markt/katjes-kauft-buebchen-von-galderma-kosmetik-pflege-kleinkinder/ , https://rp-online.de/nrw/staedte/emmerich/katjes-gruppe-uebernimmt-pflegeprodukt-hersteller-buebchen_aid-50383773 , https://www.wuv.de/marketing/buebchen_wechselt_ins_katjes_imperium , https://www.juve.de/nachrichten/deals/2020/05/babypflege-katjes-gruppe-uebernimmt-buebchen-mithilfe-von-orth-kluth